# Шунт (електротехніка)

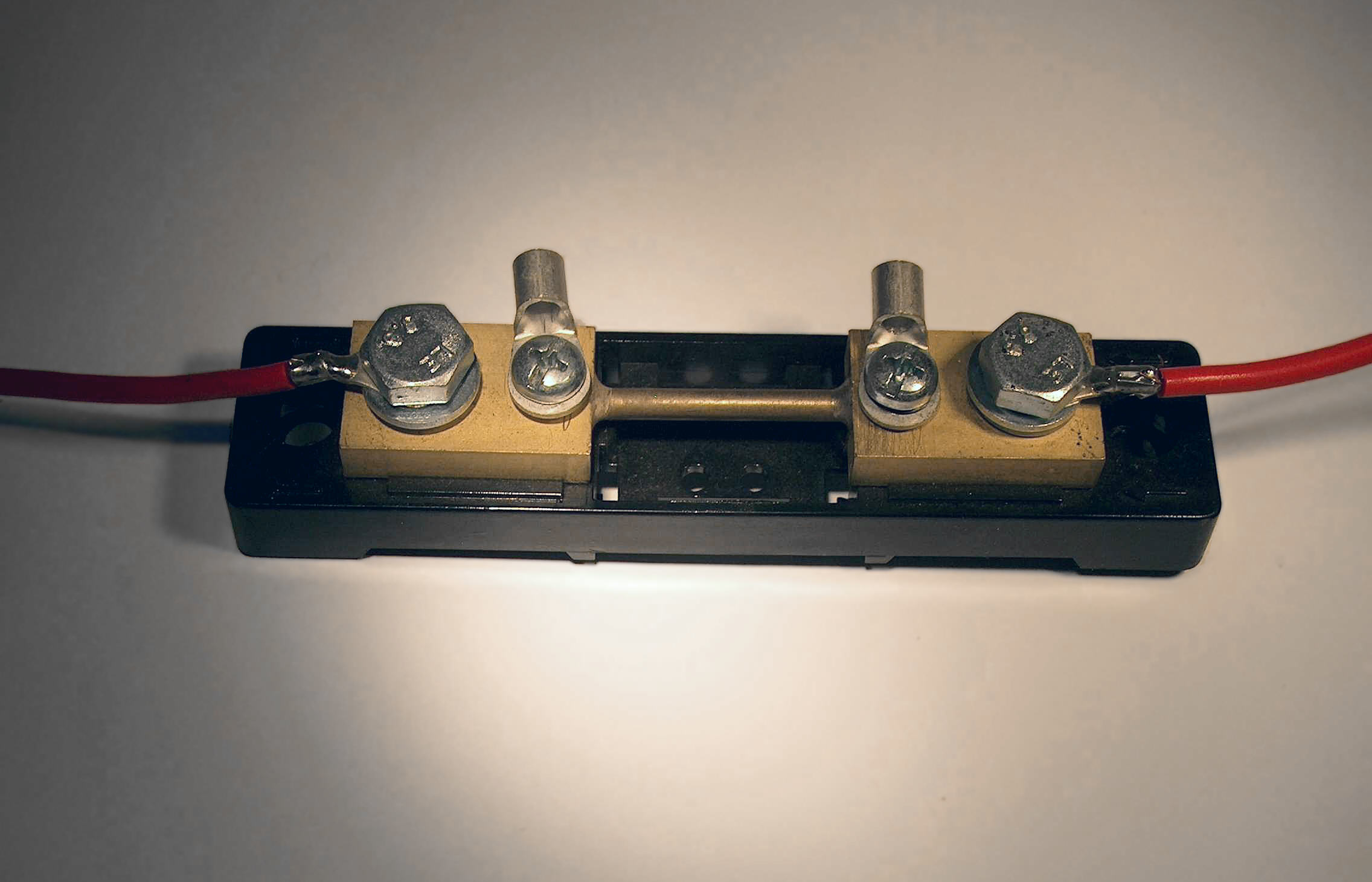
Шунт

Шунт (англ. Shunt) — електричне або магнітне відгалуження, яке вмикають паралельно до основного кола, аби відвести частину струму з цього кола; або відгалуження вимірювального приладу (наприклад, амперметра). Операцію підключення шунта називають шунтуванням.
Шунтування — процес  паралельного під'єднання електричного елемента до іншого елемента, зазвичай з метою зменшення підсумкового електричного опору кола.
Його вперше запропонував 1893 року американський винахідник Едвард Вестон (Патент США № 496 501 від 2 травня 1893).

## Застосування
Шунти дозволяють розширити діапазон вимірювання амперметрів магнітно-електричної системи. При цьому необхідний опір шунта розраховують за формулою:
{\displaystyle R_{2}={\frac {R_{1}\cdot I_{1}}{I-I_{1}}}}, де
{\displaystyle R_{2}} — опір шунта;
{\displaystyle R_{1}} — опір амперметра;
{\displaystyle I} — максимальний струм, який буде відповідати повному відхиленню стрілки приладу;
{\displaystyle I_{1}} — номінальний максимальний струм, який амперметр може виміряти без шунта.
Якщо необхідна межа вимірювання значно перевершує номінальний струм амперметра, то цим струмом у знаменнику можна знехтувати, і тоді формула набуває вигляду:
{\displaystyle R_{2}={\frac {R_{1}\cdot I_{1}}{I}}}
Наприклад, для вимірювання струмів до 10 А амперметром, який має опір 2000 Ом і максимальний струм 50 мкА, знадобиться шунт опором
{\displaystyle R_{2}\approx {\frac {2000\cdot 5\cdot 10^{-5}}{10}}=0{,}01} Ом.